# Hilara laureae
Hilara laureae är en tvåvingeart som beskrevs av Becker 1908. Hilara laureae ingår i släktet Hilara och familjen dansflugor.
Artens utbredningsområde är Kanarieöarna. Inga underarter finns listade i Catalogue of Life.